# Lay of Leithian
Lay of Leithian es el tercer álbum de estudio del grupo italiano de rock progresivo Ainur. Está inspirado en el poema titulado «La balada de Leithian», del escritor británico J. R. R. Tolkien, que narra la trágica historia del amor entre el hombre Beren Erchamion y la elfa Lúthien Tinúviel, y está incluido en el «Quenta Silmarillion», la parte principal de su libro póstumo El Silmarillion. Se trata, por tanto, del segundo de los dos álbumes de la banda dedicados a Las baladas de Beleriand, tras Children of Húrin.
Inicialmente el álbum debía haber sido publicado a finales de junio de 2009, pero algunos imprevistos pospusieron su lanzamiento hasta el 16 de noviembre. Este disco está producido, como los anteriores de la banda por el sello Electromantic Music de Beppe Crovella.

## Lista de canciones
Todas las letras escritas por W. Collo.
| Disco 1 |                        |                                        |          |  |
| N.º     | Título                 | Música                                 | Duración |  |
| 1.      | «Lay of Leithian»      | M. Catalano, L. Catalano               |          |  |
| 2.      | «Barahir' Son»         | A. Armuschio, L. Catalano, M. Catalano |          |  |
| 3.      | «Coming to Doriath»    | L. Catalano                            |          |  |
| 4.      | «Song of the Night»    | L. Catalano                            |          |  |
| 5.      | «Daeron's Betrayal»    | A. Armuschio                           |          |  |
| 6.      | «Thingol & Beren»      | L. Catalano, M. Catalano               |          |  |
| 7.      | «Hirilorn»             | L. Catalano, M. Catalano               |          |  |
| 8.      | «Towards Nargothrond»  | L. Catalano                            |          |  |
| 9.      | «Tol in Gaurhoth»      | M. Catalano                            |          |  |
| 10.     | «The Two Songs»        | M. Catalano, L. Catalano               |          |  |
| 11.     | «The Hound of Valinor» | M. Catalano                            |          |  |
| 12.     | «Siege»                | M. Catalano                            |          |  |
| 13.     | «Verge of the Forest»  | L. Catalano                            |          |  |
| 14.     | «Ambush»               | L. Catalano, M. Catalano               |          |  |

Todas las letras escritas por W. Collo, excepto la pista 20, de E. Richetta.
| Disco 2 |                             |                           |          |  |
| N.º     | Título                      | Música                    | Duración |  |
| 15.     | «The Bat and the Wolf»      | L. Catalano               |          |  |
| 16.     | «Carcharoth»                | L. Catalano, M. Catalano  |          |  |
| 17.     | «Conquest of the Silmaril»  | L. Catalano               |          |  |
| 18.     | «Before the Throne»         | S. del Savio              |          |  |
| 19.     | «Hell's Awakening»          | L. Catalano               |          |  |
| 20.     | «Return from Death»         | L. Catalano, M. Catalano  |          |  |
| 21.     | «Daeron' Song»              | A. Armuschio, M. Catalano |          |  |
| 22.     | «Hunt to the Death»         | L. Catalano, M. Catalano  |          |  |
| 23.     | «Touch of the Silmaril»     | A. Armuschio, L. Catalano |          |  |
| 24.     | «In the Presence of Mandos» | M. Catalano, L. Catalano  |          |  |
| 25.     | «The Time Beyond»           | M. Catalano, L. Catalano  |          |  |

## Intérpretes

### Miembros de la banda
- Luca Catalano: compositor, voz (solista y coros), guitarra eléctrica, guitarra acústica y guitarra clásica;
- Marco Catalano: compositor, coros, tambor, piano, voz solista y la voz de Samsagaz Gamyi en las narraciones;
- Simone Del Savio: compositor y voz solista (barítono);
- Alessandro Armuschio: compositor, teclado, piano y voz solista;
- Gianluca Castelli: piano;
- Luca Marangoni: violín;
- Carlo Perillo: viola;
- Daniela Lorusso: violonchelo;
- Chiara Marangoni: trompas y voz solista;
- Massimiliano Clara: voz solista;
- Federica Guido: voz solista;
- Elena Richetta: voz solista y adaptación de letras;
- Eleonora Croce: voz solista;
- Cristiano Blasi: flautas;
- Giuseppe Ferrante: bajo;
- Cecilia Lasagno: arpa y voz solista;
- Leonardo Enrici Baion: clarinete;
- Wilma Collo: adaptación de las letras.

### Invitados
- Alessandro Cammilli: oboe;
- Alan Brunetta: bombo, glockenspiel y gong;
- Barbara Bargnesi: soprano en «Hirilorn», «Siege», «Before the Throne», «Daeron' Song» y «The Time Beyond»;
- Nando Catalano: voz solista en «Thingol & Beren», «The Hound of Valinor», «Siege», «Carcharoth» y «The Time Beyond»;
- Orquesta I Musici di San Grato de Grugliasco: en «Lay of Leithian», «Siege», «Hell's Awakening», «Before the Throne» y «The Time Beyond»;
- Fabrizio Iuliano: voz de Aragorn en las narraciones;
- Piera Dematteis: voz de Frodo Bolsón en las narraciones.